# تشارلز دوجلاس
تشارلز دوجلاس (بالإسبانية: Charles Douglass)‏ هو مهندس الصوت ومهندس مكسيكي، ولد في 2 يناير 1910 في غوادالاخارا في المكسيك، وتوفي في 8 أبريل 2003 في Templeton, California ‏ في الولايات المتحدة بسبب ذات الرئة.